# Блюм, Норберт
Но́рберт Себа́стиан Блюм (нем. Norbert Sebastian Blüm; 21 июля 1935, Рюссельсхайм — 23 апреля 2020) — немецкий политик, член партии ХДС, министр труда ФРГ (1982—1998).

## Образование и работа
Родился в Рюссельсхайме, после окончания школы в 1949 учился на инструментальщика на местном заводе «Opel». На этой профессии проработал на заводе до 1957 года. Затем посещал вечернюю гимназию Кеттелера в Майнце, где и получил аттестат зрелости в 1961 году. В то же время основывает местную скаутскую группу в составе Немецкой скаутской ассоциации Святого Георга. До 1967 года продолжал изучать философию, германистику, историю, теологию. Причём теологию ему преподавал Йозеф Ратцингер, сегодняшний папа Бенедикт XVI. В этом ему содействовали фонд «Участие в принятии решения» («Stiftung Mitbestimmung») (предшественник современного Фонда Ганса Бёклера) и Volkswagenstiftung. В 1967 году учёба увенчалась получением степени кандидата философских наук, с темой диссертации «Учение о воле и учение об обществе Фердинанда Тённиса». В 1966—1968 годах работал редактором в ХДС-ежемесячнике «Социальный порядок»

## Личная жизнь
Норберт Блюм проживает в Бонне с супругой Маритой, у него сын и две дочери — Катрин и Аннетт. Сын Кристиан — барабанщик в кёльнской рок-группы Brings.

## Партийные должности
С 1950 года он участник ХДС. Здесь он принимал активное участие, прежде всего, в общественных комитетах Христианско-демократической рабочей ассоциации (ХДРА, нем. Christlich-Demokratische Arbeitnehmerschaft, CDA) — одной из трёх основных групп составляющих ХДС, наряду с либералами и консерваторами. В дальнейшем он стал генеральным директором ассоциации, на период с 1968 по 1975. А с 1977 по 1987 годы возглавлял ХДРА. Также, с 1969 по 2000 входил в состав правления союза ХДС. С 1987 по 1999 Блюм — председатель ХДС в земле Северный Рейн — Вестфалия. С 1981 по 1990 и с 1992 по 2000 годы он был также вице-председателем ХДС на федеральном уровне.

## Депутат
С 1972 по 1981, и, с 1983 по 2002 Блюм был депутатом немецкого бундестага. Здесь он был заместителем председателя фракции ХДС/ХСС с 1980 по 1981 г. В 1981—1982 годах он был членом Палаты депутатов Берлина, сенатором по федеральным вопросам и представителем федерации в земле Берлин в правительстве правящего бургомистра Рихарда фон Вайцзеккера.

## Государственные ведомства
4 октября 1982 года был приглашён Гельмутом Колем войти в состав федерального правительства в качестве министра труда и общественных дел. Выбыл из состава правительства 26 октября 1998. Блюм — единственный министр, сохранивший свой пост, на протяжении всего периода пребывания Коля у власти. В качестве министра активно развивал идею социального государства и бизнеса, включая введение долгосрочного страхования.
В процессе своей политической карьеры Блюм открыто критиковал руководство и методы учения Саентологии. Как следствие, был постоянной мишенью адвокатов саентологов, которые утверждали, что их организация является жертвой религиозной дискриминации в Германии.

## После завершения политической карьеры

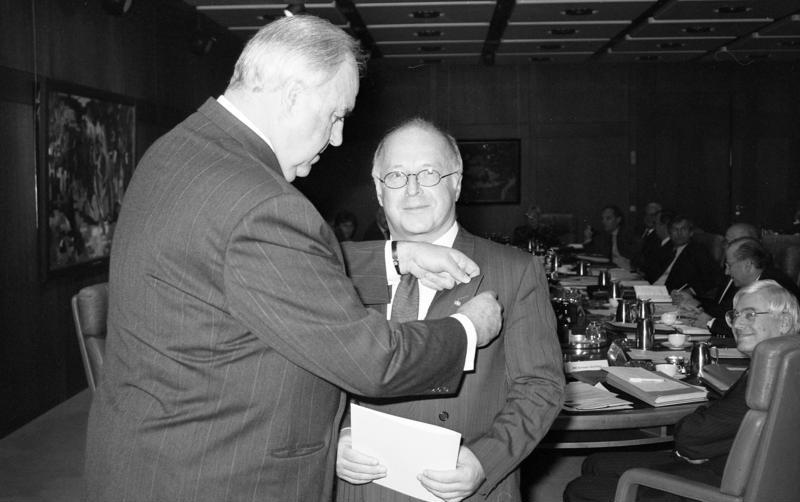
12 сентября 1990 года.
Норберт Блюм принимает орден за заслуги перед ФРГ от федерального канцлера Гельмута Коля

Его регулярно приглашают для участия в рекламных роликах и телевизионных программах (типа «Корона фольклора»). В 2000 году он был в команде ТВ-программы «Кем быть?» (нем. «Was bin ich?») на канале «Kabel eins».
Кроме того, пишет книги для детей (например, «Маргаритка счастья». Издательство Bertelsmann, Мюнхен, ISBN 3-570-12239-5).
Неоднократно посещал Ирак после начала войны. С 2002 года проявляет себя как сторонник палестинцев в палестино-израильском конфликте, по этой причине совершил в палестинские автономии ряд поездок, вместе с учредителем благотворительного фонда «Cap Anamur» Рупертом Нойдеком. За критику Израиля Блюму нередко доставались обвинения в антисемитизме, которые он, впрочем, категорически отвергал.
Норберт Блюм является членом попечительского совета Молодой прессы земли Северный Рейн — Вестфалия и благотворительной организации «Зелёные каски» (нем. «Grünhelme»).
Вместе с актёром Петером Зоданном Блюм совершил турне осенью 2007 года по небольшим залам с кабаре-программой «Ost-West-Vis-à-Vis».
- В 2003 в группе другими известными немецкими правозащитниками (Руперт Нойдек, Гюнтер Вальраф) по договорённости с руководством РФ и Чечни должен был въехать в Россию, однако в аэропорту Домодедово был задержан, подвергнут опросу и отправлен назад в ФРГ в связи с запретом на въезд в Российскую Федерацию[8]

## Премии и награды
- 1983 — Крест «За заслуги» от мужского католического общества.
- 1985 — Орден «Против животной серьёзности»
- 1986 — Орден Карла Валентина
- 1987 — Медаль Томаса Мора от ганноверского католического общества Томаса Мора
- 1988 — Премия «Про-Лог» от Гильдии издателей периодической печати
- 1989 — Премия Генриха Браунса
- 1990 — Орден за заслуги перед ФРГ Командорский крест
- 2000 — Премия Мюнхгаузена
- 2001 — Лейпцигская премия[9]
- 2003 — Медаль Георга Шойя от города Альцай
- 2005 — Премия Винфрида и звание посла пива от Немецкого союза пивоваров
- 2005 — Премия Леопольда Куншака